# Bazylika Najświętszej Marii Panny na Zatybrzu
Bazylika Najświętszej Marii Panny na Zatybrzu (wł. Basilica di Santa Maria in Trastevere) – rzymskokatolicki kościół tytularny, jeden z najstarszych kościołów w Rzymie na Zatybrzu, założony przez św. Kaliksta.
Świątynia ta jest kościołem parafialnym oraz kościołem tytularnym, mającym również rangę bazyliki mniejszej. Jest też kościołem stacyjnym z trzeciego czwartku Wielkiego Postu.

## Lokalizacja
Kościół znajduje się w XIII Rione Rzymu – Zatybrze (Trastevere) przy Piazza Santa Maria in Trastevere.

## Historia
Według legendy kościół ufundował Kalikst I w latach 217–222. Jednak bardziej prawdopodobne jest, że – tak jak praktykowano w tamtych czasach – w jego domu odbywały się spotkania modlitewne grupy chrześcijan. Natomiast budowlę o charakterze sakralnym w tym miejscu postawił Juliusz I pomiędzy 340 a 352 rokiem. W aktach synodu z 499 roku kościół określony został jako Titulus Iulii, natomiast dopiero podczas kolejnego synodu w 595 roku jako Titulus Iulii et Callisti.
W VIII i IX wieku kościół podlegał przebudowom, podczas których m.in. dodano nawy boczne. W tym czasie w kościele umieszczono relikwie św. Kaliksta przeniesione z katakumb. W latach 1138–1148 miała miejsce kolejna przebudowa na polecenie papieża Innocentego II, podczas której wykorzystano materiał pochodzący z term Karakalli. W 1291 Pietro Cavallini ozdobił fasadę kościoła mozaikami na zlecenie Bertolda Stefaneschiego. W latach 1580–1585 prawdopodobnie Martino Longhi Starszy odnowił kościół i zbudował kaplicę Altemps. Z kolei w 1617 Domenichino ozdobił kasetonowy strop. W 1702 papież Klemens XI zlecił przebudowę portyku Carlowi Fontanie, a w 1866–1877 Virginio Vespignani odrestaurował kościół.
Centralne drzwi wejścia głównego bazyliki pełniły funkcję Drzwi Świętych w latach jubileuszowych 1625, 1700, 1825 i 1900.

## Architektura i sztuka
Dzwonnica bazyliki pochodzi z XII wieku, ma cztery kondygnacje powyżej linii dachu, które oddzielone są ozdobnymi gzymsami. Na drugiej kondygnacji jest ok. 250-letni zegar. W niszy na szczycie dzwonnicy umieszczono XVII-wieczną mozaikę Matka Boża z Dzieciątkiem.
W górnej części fasady znajduje się mozaika z XIII wieku przedstawiająca tronującą Matkę Bożą, dwóch donatorów i 10 postaci kobiecych, symbolizujących ewangeliczne Panny Mądre i Głupie.
Portyk jest dziełem Carla Fontany z 1702, zbudowanym z pięciu arkad w stylu jońskim, z balustradą u góry ozdobioną figurami papieży (dzieła od lewej: Jeana-Baptisty Théodona, Michela Maille, Lorenza Ottoniego i Vincenza Felici).
Bazylika jest trójnawowa, podzielona przez 21 granitowych kolumn pochodzących z term Karakalli. Drewniany sufit został zaprojektowany w 1617 przez Domenichino, w jego centrum znajduje się malowidło Wniebowzięcie Najświętszej Marii Panny. Z kolei na ścianach bocznych nawy głównej znajduje się 16 fresków z lat 1865–1866 różnego autorstwa przedstawiających świętych męczenników.
W prezbiterium umieszczono cyborium na czterech kolumnach, dzieło Vespignaniego. Pod ołtarzem głównym znajduje się konfesja z relikwiami świętych: Kaliksta, Korneliusza, Juliusza i Kalepodiusza, które zostały przeniesione w to miejsce z katakumb w 790.
Apsyda dekorowana jest mozaikami. W jej górnej części znajduje się Chrystus z Maryją po prawicy i ze świętymi po obu stronach (po prawej: św. Piotr, Korneliusz, Juliusz i Kalepodiusz, po lewej: papież Innocenty z modelem kościoła w rękach, Wawrzyniec i Kalikst). W pasie poniżej znajduje się Baranek Boży i 12 owiec symbolizujących Apostołów. Poniżej z kolei na wysokości okien umieszczono cykl mozaik ze scenami z życia Maryi prawdopodobnie z lat 1290–1291 autorstwa Pietra Cavalliniego. Nad stallami znajdują się freski Agostino Ciampelli z 1600 przedstawiające anioły i symbole maryjne.
W trzech oknach nad wejściem znajdują się witraże z XIX wieku, przedstawiające (od lewej do prawej) trzech świętych papieży: Juliusza, Kaliksta i Korneliusza.
Podłoga jest w stylu Cosmatich, ale została odrestaurowana i przebudowana w XIX wieku, chociaż w sposób ogólnie wierny oryginalnemu projektowi.
W prawej nawie za wejściem bocznym zlokalizowana jest zakratowana nisza, w której umieszczono łańcuch i kamień, wg tradycji przywiązany do szyi św. Kaliksta podczas wrzucania go do studni.
Kaplica po lewej stronie prezbiterium nosi nazwę Kaplicy Altemps (od nazwiska kard. Marco Sittico Altemps). W ołtarzu tej kaplicy znajduje się obraz Madonna della Clemenza z VI-IX wieku. Projektantem kaplicy Altemps był Martino Longhi Starszy, natomiast została ona udekorowana stiukiem i freskami autorstwa Pasquale Cati (przedstawiającymi m.in. Sobór Trydencki).
W westybulu znajdują się dwa fragmenty mozaiki z I wieku przedstawiające ptactwo wodne i sceny morskie, pochodzące z Palestriny.
Pod posadzką kaplicy chrzcielnej (projektu Filippo Raguzzini z 1741) w 1920 odkryto antyczne ruiny zabudowań mieszkalnych – być może są to pozostałości domu papieża Kaliksta I.

## Kardynałowie prezbiterzy
Bazylika Santa Maria in Trastevere jest jednym z kościołów tytularnych nadawanych kardynałom-prezbiterom (Titulus S. Mariae trans Tiberim).
W XVI wieku kardynałem tego kościoła był Stanisław Hozjusz, który został w nim pochowany (jego płyta nagrobna została wmurowana w pobliżu ołtarza po prawej stronie nawy). W XX wieku jego kardynałami byli Stefan Wyszyński oraz Józef Glemp.
- Paulin (499)
- Piotr (595)
- Talasio (731)
- Anastazy (745)
- Andrzej (761)
- Benedykt (853-855)
- Adrian (963-964)
- Krescencjusz (993)
- Vivus (1059)
- Giovanni Minuto (1066-1073)
- Falcone (1075-1079)
- Bonussenior (1082-1098)
- Odelricus (ok. 1108-1110?)
- Henryk (1114)
- Pietro Pierleoni (1120-1130)
- Gionata (obediencja Anakleta II, 1130)
- Balduino da Pisa OCist (1137-1138)
- Gregorio Centu (1140-1154)
- Guido da Crema (1158-1164, od 1159 w obediencji Wiktora IV)
- Laborans de Panormo (1180-1189)
- Guido Papareschi (1190-1206, in commendam 1206-1221)
- Stefano Conti (1228-1254)
  - Landolfo Brancaccio, in commendam (1305-1312)
  - Giacomo Caetani Stefaneschi, in commendam (1312-1341)
- Guillaume d’Aigrefeuille OSB (1350-1367, in commendam 1367–1369)
- Pierre d’Estaing (1370-1373, in commendam 1373–1377)
- Niccolò Brancaccio (obediencja awiniońska 1379-1388)
- Philippe d’Alençon (1379-1380), in commendam (1380-1397)
  - Rinaldo Brancaccio, in commendam (1405-1408)
- Ludovico Bonito (1408-1413)
  - Rinaldo Brancaccio (ponownie), in commendam (1410-1427)
  - Gabriele Condulmer CanReg, in commendam  (1427-1431)
- Gerardo Landriani Capitani (1440-1445)
- Juan Torquemada (1446-1460, in commendam 1460-1468)
- Amico Agnifilo (1468-1476)
- Stefano Nardini (1476-1484)
- Jorge da Costa (1484-1491), in commendam (1491-1496)
- Juan López (1496-1501)
- Juan Castellar y de Borja (1503-1505)
- Marco Vigerio (1505-1511), in commendam (1511-1516)
- Bandinello Sauli (1517)
- Achille Grassi (1517-1523)
- Francesco Armellini Pantalassi de’ Medici (1523-1527)
- Lorenzo Campeggio (1528-1534)
- Antonio Sanseverino (1534-1537)
- Gianvincenzo Carafa (1537-1539)
- Marino Grimani (1539-1541)
- Francesco Cornaro (1541)
- Antonio Pucci (1541-1542)
- Philippe de la Chambre OSB (1542-1543)
- Gian Pietro Carafa CRT (1543-1544)
- Rodolfo Pio di Carpi (1544-1553)
- Juan Álvarez de Toledo OP (1553)
- Miguel de Silva (1553-1556)
- Giovanni Girolamo Morone (1556-1560)
- Cristoforo Madruzzo (1560-1561)
- Otto von Truchsess von Waldburg (1561-1562)
- Tiberio Crispi (1562-1565)
- Giovanni Michele Saraceni (1565-1566)
- Giovanni Ricci (1566-1570)
- Scipione Rebiba (1570-1573)
- Giacomo Savelli (1573-1577)
- Giovanni Antonio Serbelloni (1577-1578)
- Antoine Perrenot de Granvelle (1578)
- Stanisław Hozjusz (1578-1579)
- Gianfrancesco Gambara (1579-1580)
- Markus Sitticus von Hohenems (1580-1595)
- Giulio Antonio Santori (1595-1597)
- Girolamo Rusticucci (1597-1598)
- Girolamo Simoncelli (1598-1600)
- Alessandro Ottaviano de’ Medici (1600)
- Anton Maria Salviati (1600-1602)
- Domenico Pinelli (1602-1603)
- Antonio Maria Sauli (1603-1607)
- Mariano Pierbenedetti (1607-1608)
- Gregorio Petrocchini de Montelbero (1608-1611)
- Francesco Maria Bourbon del Monte (1611-1612)
- Pietro Aldobrandini (1612-1620)
- Bartolomeo Cesi (1620-1621)
- Bonifacio Bevilacqua (1621-1623)
- Franz von Dietrichstein (1623-1636)
- Giulio Savelli (1636-1639)
- Guido Bentivoglio (1639-1641)
- Cosimo de Torres (1641-1642)
- Antonio Marcello Barberini OFMCap (1642-1646)
- Federico Cornaro (1646-1652)
- Giulio Cesare Sacchetti (1652)
- Marzio Ginetti (1652-1653)
- Girolamo Colonna (1653-1659)
- Giovanni Battista Maria Pallotta (1659-1661)
- Ulderico Carpegna (1661-1666)
- Niccolò Albergati-Ludovisi (1666-1676)
- Luigi Omodei (1676-1677)
- Pietro Ottoboni (1677-1680)
- Francesco Albizzi (1680-1681)
- Carlio Pio di Savoia (1681-1683)
- Decio Azzolini (1683-1684)
- Paluzzo Paluzzi-Altieri (1684-1689)
- Giulio Spinola (1689)
- Gaspare Carpegna (1689-1698)
- Giovanni Battista Spinola (1698-1704)
- Urbano Sacchetti (1704-1705)
- Leandro Colloredo (1705-1709)
- Tommaso Ruffo (1709-1726)
- Pier Marcellino Corradini (1726-1734)
- Giorgio Spinola (1734-1737)
- Luis Belluga y Moncada (1737-1738)
- Francesco Antonio Finy (1738-1740)
- Giuseppe Accoramboni (1740-1743)
- Francesco Antonio Finy (1743)
- Francesco Broghese (1743-1752)
- Giuseppe Spinelli (1752-1753)
- Joaquín Fernández Portocarrero (1753-1756)
- Camillo Paolucci (1756-1758)
- Giacomo Oddi (1758-1759)
- Henryk Benedykt Stuart (1759-1761); in commendam (1761-1763)
- Fabrizio Serbelloni (1763)
- Pietro Colonna Pamphili (1766-1780)
- Giovanni Ottavio Manciforte Sperelli (1781)
- Tommaso Antici (1789-1798)
- Francesco Maria Pignatelli (1800-1815)
- Annibale Sermattei della Genga (1816-1823)
- Giovanni Francesco Falzacappa (1823-1830)
- Raffaele Mazio (1832-1832)
- Benedetto Barberini (1832-1856); in commendam (1856-1863)
- Alessandro Franchi (1874-1878)
- Lorenzo Nina (1879-1885)
- James Gibbons (1887-1921)
- Giovanni Tacci Porcelli (1921-1928)
- Pedro Segura y Sáenz (1929-1957)
- Stefan Wyszyński (1957-1981)
- Józef Glemp (1983-2013)
- Loris Capovilla (2014-2016)
- Carlos Osoro (2016–nadal)